# Casa al carrer Mulleres, 32 (Olot)
La casa al carrer Mulleres, 32 d'Olot (Garrotxa) és una obra inclosa a l'Inventari del Patrimoni Arquitectònic de Catalunya.

## Descripció
És una casa de planta rectangular amb dues crugies. Disposa de planta baixa amb una porta petita al costat dret de l'edifici, dos pisos superiors més i unes golfes. El teulat és a dues aigües amb els vessants vers les façanes principals. El més important d'aquesta casa és la seva decoració: la planta baixa està estucada, amb un petit motiu floral esgrafiat, situat entre dues finestres. Entre els balcons dels pisos superiors també hi ha unes grans paneres amb flors, dins un rectangle cadascuna. La façana és verda i els esgrafiats són blanquinosos.

## Història
La urbanització del carrer Mulleres va tenir lloc a la segona meitat del segle xix. Són cases amb alguns elements clàssics, però que donen pas a una arquitectura molt més historicista i eclèctica. Obres interessants d'aquest moment són la plaça de Braus, la urbanització de l'Horta del Carme, el Teatre o certes esglésies i capelles, encara que les obres més rellevants i de més envergadura són la plaça Clarà i el passeig de Barcelona. A algunes de les cases del carrer Mulleres intervingueren mestres d'obres importants com ara J. Salvat, J. Cordomí o E. Pujol.